# ガロ語 (シナ・チベット語族)
ガロ語（ガロご; ガロ語: Mande; 英: Garo language、Garrow）は、インド東部にあるメーガーラヤ州のガロ丘陵に居住する人々に話されている主要な言語のひとつである。ガロ語はアッサム州やバングラデシュでも話されている。シナ・チベット語族のボド・ガロ諸語（Bodo–Garo）に属する言語である。
なお同じシナ・チベット語族にはGalo語という言語も存在するが、これはボド・ガロ諸語ではなくTani諸語という別の下位区分に分類される全く別の言語であり、インドのアルナーチャル・プラデーシュ州とアッサム州で話される。

## 方言
- Abeng (grt-abn)
- Achik (grt-ack)
- Chisak (grt-chi)
- Dacca (grt-dac)
- A'we (grt-awe)
- Ganching (grt-gan)
- Kamrup (grt-kam)
- A'beng (grt-abe)
- A'chick (grt-ach)
- Matchi (grt-mat)